# Міністерство науки та вищої освіти Польщі
 Міністерство науки та вищої освіти Польщі (пол. Ministerstwo Nauki i Szkolnictwa Wyższego Rzeczypospolitej Polskiej) створено 5 травня 2006 замість декількох частин Міністерства освіти та науки. Керує урядовою діяльністю в галузі науки та вищої освіти, і має бюджет для наукових досліджень, фінансованих державними фондами. Рада науки співпрацює з міністромзамість Науково-дослідної Ради, яка закрита в 2005.
Штаб-квартира міністерства розташована у Варшаві.